# Hypsiboas wavrini
Hypsiboas wavrini es una especie de anfibios de la familia Hylidae.
Habita en Brasil, Colombia, Venezuela, posiblemente en Bolivia y posiblemente en Guayana.
Sus hábitats naturales incluyen bosques tropicales o subtropicales secos y a baja altitud, pantanos tropicales o subtropicales, sabanas secas y ríos. Está amenazada de extinción por la destrucción de su hábitat natural.